# Průmyslová (Praha)
Průmyslová ulice v Praze je pozemní komunikace, jeden z hlavních silničních tahů na východě Prahy a je součástí Průmyslového polookruhu. Ulice spojuje několik katastrálních území a městských částí. 

## Průběh komunikace

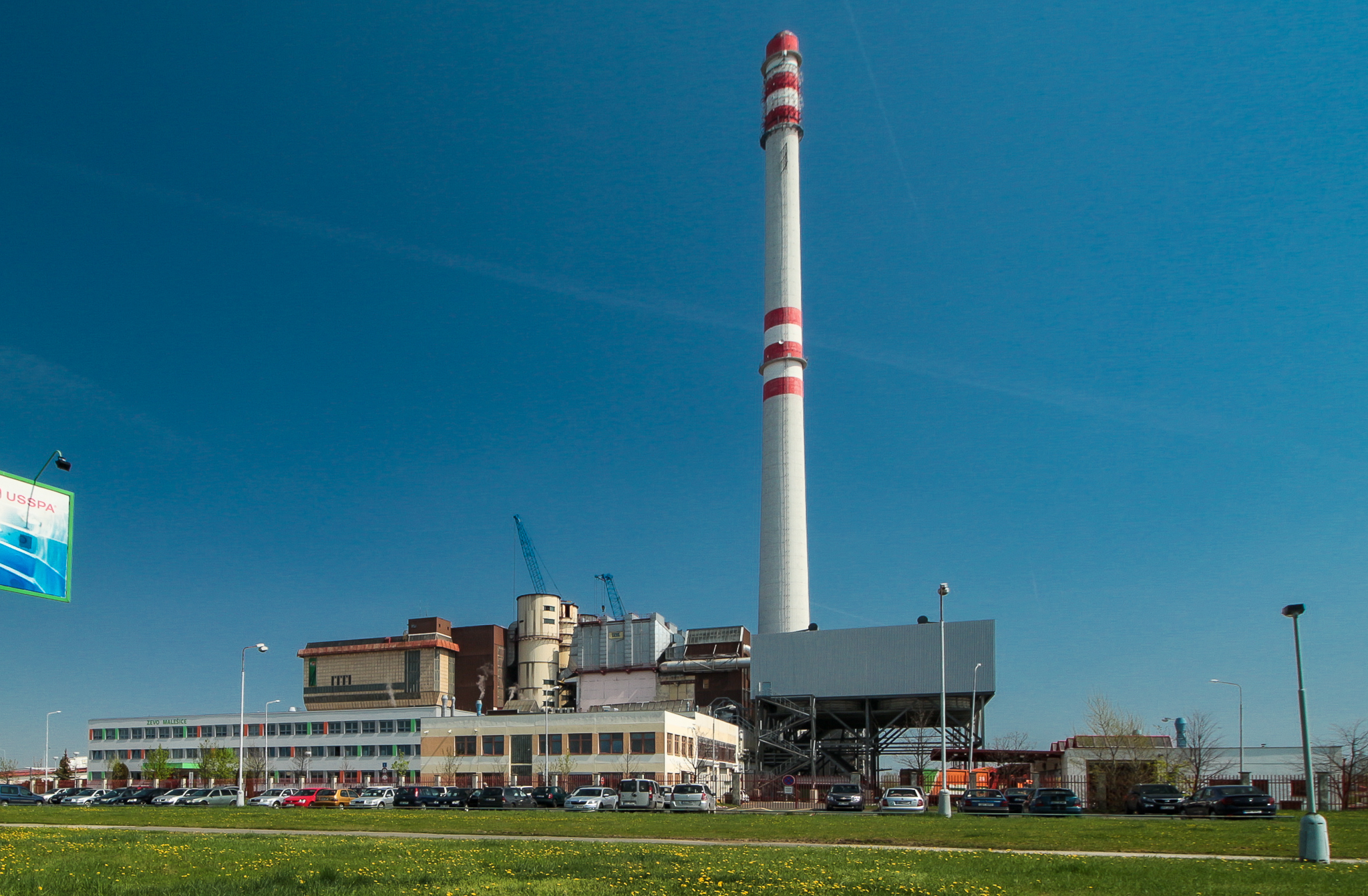
Komín malešické spalovny je jednou z výrazných dominant Průmyslové ulice

Průmyslová ulice spojuje katastrální území Hloubětín, Kyje, Malešice, Štěrboholy a Hostivař na Praze 9, 10, 14 a 15. Začíná na křižovatce s ulicemi Švehlova, Hostivařská a Hornoměcholupská a končí na křižovatce ulic Poděbradská a Kbelská. Má přibližný severojižní mírně esovitý průběh a na jihu se stáčí na západ. 
V Hloubětíně estakádou překonává údolí Rokytky, kterým vede železniční trať Praha – Česká Třebová (010, 011) a ulici Jednostrannou. Potom následuje mimoúrovňové křížení s ulicí Českobrodskou, kterou podjíždí. V Kyjích vede po mostě přes železniční trať z Malešic do Běchovic a dále do ní ústí z východu ulice Objízdná a U Technoplynu. V Malešicích pak lze z Průmyslové sjet do jednosměrné ulice Teplárenské a v opačném směru do ní ústí jednosměrná Tiskařská. V blízkosti hranic katastrálních území Malešic a Štěrbohol do ní ústí ulice U Stavoservisu a Zamenhofova a dále následuje mimoúrovňové křížení se Štěrboholskou radiálou (Jižní a Štěrboholská spojka), kterou Průmyslová podjíždí. Ve Štěrboholích ji protíná Černokostelecká. Potom vede po mostě přes ulici Radiová a nad ulicí K Hrušovu, na kterou jde jednosměrkou najet a z ní i sjet. V Hostivaři do ní ze západní strany ústí ulice Rabakovská a z východu Ke Kablu. Dále do ní ústí ulice V Chotejně a dá se z ní sjet do ulice U Branek a na druhé straně na ni najet z ulice Sklářská. Pak nad ní vedou tři mosty – most ulice U Továren, most železniční trati Praha –Benešov u Prahy – České Budějovice (220, 221) a most ulice U Hostivařského nádraží. A konečně do ní z východu ústí ulice Plukovníka Mráze

## Historie a názvy
Ulice vznikla a byla nazvána v roce 1977. Název vychází z charakteru okolní zástavby. V roce 1985 byla prodloužena o severní úsek v Hloubětíně a jižní úsek směrem k ulici Příjezdové. Zároveň se součástí Průmyslové staly ulice Podjezdová a Příjezdová. Obě vznikly v roce 1977, Podjezdová byla nazvána podle podjezdu, který ji částečně tvořil a Příjezdová podle své návaznosti na nově vybudovanou spojku Hornoměcholupská-Štěrboholská.

## Doprava
Na ulici jsou autobusové zastávky Českobrodská, Perlit, Spalovna Malešice, Zamenhofova, Radiová, Barvy a laky, Kablo, Sklářská a Nádraží Hostivař. V jižním úseku také jezdí tramvaje a nachází se tam tramvajová smyčka Nádraží Hostivař.

## Zástavba a charakter ulice
Ulice má v celé délce dva pruhy v každém směru. V některých úsecích, především v Hostivaři, jsou mezi směry široké pásy zeleně. V Hloubětíně se u křižovatky s Poděbradskou nachází tramvajová smyčka Starý Hloubětín. Dále ulice vede zelení podél Rokytky směrem na estakádu. V Kyjích prochází poli a pak už začíná průmyslový charakter. Až v jižním úseku u Měcholupského potoka je zeleň a na druhé straně jsou bytové domy.
Na ulici je několik čerpacích stanic.

## Budovy a instituce
- Prefa Praha, a.s., Teplárenská 608/11
- Velosolex muzeum, Průmyslová 1497
- Linde Gas a.s., U Technoplynu 1324
- Stazap Bussines Park, Tiskařská 12
- Spalovna Malešice, Průmyslová 615/32
- Fashion Arena Štěrboholy
- Barvy a laky Hostivař a.s., Průmyslová 1472/11
- Pražské vodovody a kanalizace, a.s., Ke Kablu 971/1
- Prakab pražská kabelovna, s.r.o., Ke Kablu 278/14
- Průmyslová 7 Business Park, Průmyslová 1306/7